# ألان لي
ألان لي (بالإنجليزية: Alan Lee)‏ (و. 1947 – م) هو رسام، ورسام توضيحي، وطبيب نفسي، وممثل، وفنان، وفنان تشكيلي، من المملكة المتحدة، ولد في لندن.

## التعليم
تعلم في Ealing Art College ‏.

## جوائز وترشيحات
حصل على جوائز منها:
- Satellite Award for Best Art Direction and Production Design [الإنجليزية]‏، عن عمل: سيد الخواتم: عودة الملك (2004)
- جائزة الأوسكار لأفضل تصميم إنتاج، عن عمل: سيد الخواتم: عودة الملك (2003)
- World Fantasy Award—Artist [الإنجليزية]‏ (1998)
- ميدالية كيت جريناواي [الإنجليزية]‏، عن عمل: Black Ships Before Troy [الإنجليزية]‏ (1993).

ترشح لـ:
- Satellite Award for Best Art Direction and Production Design [الإنجليزية]‏، عن عمل: سيد الخواتم: عودة الملك (2004)
- جائزة الأوسكار لأفضل تصميم إنتاج، عن عمل: سيد الخواتم: عودة الملك (2003)
- جائزة الأوسكار لأفضل تصميم إنتاج، عن عمل: سيد الخواتم: البرجان (2002).

## وصلات خارجية
- ألان لي على موقع IMDb (الإنجليزية)
- ألان لي على موقع أول موفي (الإنجليزية)
- ألان لي على موقع قاعدة بيانات الفيلم (الإنجليزية)